# Sauvagny
Sauvagny település Franciaországban, Allier megyében. Lakosainak száma 83 fő (2022. január 1.). Sauvagny Bizeneuille, Cosne-d’Allier, Deneuille-les-Mines, Tortezais, Venas, Villefranche-d’Allier és Haut-Bocage községekkel határos.

## Népesség
A település népessége az elmúlt években az alábbi módon változott:
| Lakosok száma | 179  | 155  | 123  | 94   | 96   | 95   | 89   | 85   | 84   | 83   |
|               | 1968 | 1982 | 1990 | 2006 | 2013 | 2015 | 2017 | 2019 | 2020 | 2022 |